# Coïncidences
Pour les articles homonymes, voir Coïncidence (homonymie) et Coïncidence.
Pour plus de détails, voir Fiche technique et Distribution.
Coïncidences est un film français réalisé par Serge Debecque en 1946, sorti en 1947.

## Synopsis
Le don funeste de trois boules magiques qui apportent l'amour, la fortune et la mort, va détruire la vie de Jean Ménétrier. Si l'amour qu'il éprouve pour Michèle est favorisé, elle perd sa fortune. Lorsque Jean arrive à se renflouer, sa femme meurt. Devenu fou, le malheureux croit vivre encore avec une absente.

## Fiche technique
- Titre : Coïncidences
- Réalisation : Serge Debecque
- Scénario : Serge Debecque
- Adaptation : Serge Debecque et Pierre Laroche
- Dialogues : Pierre Laroche
- Assistants réalisateurs : 1) Pierre Gaspard-Huit / 2) William Magnin
- Décors : Maurice Colasson
- Photographie : Jean Isnard
- Musique : Germaine Tailleferre
- Son : Ernest Senèze, Jean Roberton
- Montage : Marity Cléris
- Production déléguée : Jules Suchanek, Jean Jannin
- Sociétés de production : Equipes Artisanales Cinématographiques et Bureau Cinématographique et Musical (B.C.M)
- Société de distribution : Lux Compagnie Cinématographique de France
- Directrice de production : Geneviève Blondeau
- Format :  Son mono - Noir et blanc - 35 mm  - 1,37:1
- Tournage : du 22 juillet au 28 octobre 1946 aux Studios de Boulogne, à Lyon et dans les environs
- Genre : Film dramatique
- Durée : 87 minutes
- Date de sortie : 
  - France - 15 octobre 1947
- Numéro de visa : 4343

## Distribution
- Serge Reggiani : Jean Ménétrier
- Andrée Clément : Françoise
- Françoise Delille : Michèle
- Sylvie : Amélie
- Pierre Renoir : M. Bardolas
- Denise Grey : Mme Bardolas
- Suzanne Grey (sous le pseudonyme de Suzanne Bara) : La secrétaire de Bardolas
- Jean Paredès : Montboron
- Robert Le Béal : Gérard Tibur
- Maurice Schutz : Le vieux paysan
- Pierre Sergeol : Poncet, l'assureur
- Guy Favières : Le père de Françoise
- Marcel Charvey : L'agent immobilier
- Ulric Guttinger : L'architecte
- Marcel Vibert : Le médecin
- Louis Florencie : L'autre assureur
- Albert Gercourt : M. Goulard, le contremaître